# Alue Merbau
Alue Merbau is een bestuurslaag in het regentschap Langsa van de provincie Atjeh, Indonesië. Alue Merbau telt 1413 inwoners (volkstelling 2010).